# A fény hercegnője
A fény hercegnője 2015-ös történelmi–politikai–romantikus dél-koreai televíziós sorozat. A televíziós sorozatot az MBC sugározza, Magyarországon a TV2 Média Csoport Zrt. telenovellákat sugárzó csatornája, az Izaura TV sugározza szinkronizálva. 
A televíziós sorozat egy-egy epizódjának játékideje 70 perc. A televíziós sorozat epizódjai 1080i képformátumban jelenik meg.

## Szereplők
| Színész        | Szereplő                        | Magyar hang         |
| -------------- | ------------------------------- | ------------------- |
| Cha Seung-won  | Gwanghae herceg                 | Kárpáti Levente     |
| Lee Yeon-hee   | Jeongmyeong hercegnő            | Tamási Nikolett     |
| Kim Jaewon     | Injo király                     | Posta Victor        |
| Jung Chan-bi   | Jeongmyeong hercegnő gyerekként | Pál Zsófia          |
| Han Joo-wan    | Kang In-Woo                     | Horváth Illés       |
| Shin Eun-jung  | Inmok királynő                  | Kiss Virág Magdolna |
| Choi Jong-hwan | Kang Joo-Sun                    | Orosz István        |
| Jang Seung-jo  | Jungwon herceg                  | Horváth Illés       |
| Park Yeong-gyu | Sunjo király                    | Kapácsy Miklós      |

## Fordítás
- Ez a szócikk részben vagy egészben  a   Splendid Politics című angol Wikipédia-szócikk ezen változatának fordításán alapul.  Az eredeti cikk szerkesztőit annak laptörténete sorolja fel. Ez a jelzés csupán a megfogalmazás eredetét és a szerzői jogokat jelzi, nem szolgál a cikkben szereplő információk forrásmegjelöléseként.